# Колышлейский район
Колышле́йский райо́н — административно-территориальная единица (район) и муниципальное образование (муниципальный район) в составе Пензенской области России.
Административный центр — рабочий посёлок Колышлей.

## География
Район занимает территорию 1162 км², находится в южной части области. Граничит на юге с Саратовской областью, на юго-западе с Сердобским районом, на северо-западе с Каменским районом, на востоке с Пензенским районом, на юго-востоке с Малосердобинским районом Пензенской области.
Имеются месторождения глины и строительного песка.

## История
Район образован 23 июля 1928 года в составе Балашовского округа Нижне-Волжского края. С января 1934 года в составе Саратовского края, с декабря 1936 года — в Саратовской области.
4 февраля 1939 года передан в состав вновь образованной Пензенской области.
12 октября 1959 года в состав района включена часть территории упразднённого Телегинского района.
В 1963—1970 годах в состав района входила территория упразднённого Малосердобинского района.

## Население
| 1939    | 1959    | 1970    | 1979    | 1989    | 2002    | 2009    |
| ------- | ------- | ------- | ------- | ------- | ------- | ------- |
| 29 810  | ↗34 539 | ↗39 387 | ↘27 789 | ↗29 125 | ↘27 751 | ↘26 421 |
| 2010    | 2011    | 2012    | 2013    | 2014    | 2015    | 2016    |
| ↘26 187 | ↘26 117 | ↘25 727 | ↘25 274 | ↘24 684 | ↘24 343 | ↘23 834 |
| 2017    | 2018    | 2021    |         |         |         |         |
| ↘23 554 | ↘23 158 | ↘21 185 |         |         |         |         |

### Урбанизация
В городских условиях (рабочий посёлок Колышлей) проживают  37,66 % населения района.

### Национальный состав
90 % русские, 5 % мордва, 1,3 % татары, 1 % украинцы и 2,7 % представители прочих национальностей.

## Административное деление
В соответствии с законом Пензенской области от 2 ноября 2004 года № 690-ЗПО в районе было образовано 18 муниципальных образований: 1 городское поселение (рабочий посёлок Колышлей) и 17 сельсоветов со статусом сельских поселений.
Законом Пензенской области от 15 сентября 2010 года № 1945-ЗПО объединены: Белокаменский, Крутцовский и Телегинский сельсоветы в сельское поселение Телегинский сельсовет; Березовский, Зеленовский и Хопровский сельсоветы в сельское поселение Березовский сельсовет; Катковский, Сумский и Трескинский сельсоветы в сельское поселение Трескинский сельсовет; Колтовской и Потловский сельсоветы в сельское поселение Потловский сельсовет; Лачиновский и Чубаровский сельсоветы в сельское поселение Лачиновский сельсовет; Пановский и Плещеевский сельсоветы в сельское поселение Плещеевский сельсовет.
В Колышлейский район как административно-территориальное образование входят 1 рабочий посёлок (пгт) и 8 сельсоветов.
В муниципальный район входят 9 муниципальных образований, в том числе 1 городское поселение и 8 сельских поселений
| №        | Муниципальное образование | Административный центр   | Количество населённых пунктов | Население | Площадь, км2 |
| -------- | ------------------------- | ------------------------ | ----------------------------- | --------- | ------------ |
| 1e-06    | Городское поселение:      |                          |                               |           |              |
| 1        | рабочий посёлок Колышлей  | рабочий посёлок Колышлей | 3                             | ↗8885     | 9,43         |
| 1.000002 | Сельские поселения:       |                          |                               |           |              |
| 2        | Березовский сельсовет     | село Березовка           | 9                             | ↘2016     | 251,87       |
| 3        | Лачиновский сельсовет     | село Красная Горка       | 3                             | ↘1601     | 221,89       |
| 4        | Названовский сельсовет    | деревня Названовка       | 4                             | ↘1227     | 78,25        |
| 5        | Плещеевский сельсовет     | деревня Плещеевка        | 7                             | ↘1051     | 209,05       |
| 6        | Пограничный сельсовет     | село Пограничное         | 3                             | ↘640      | 106,50       |
| 7        | Потловский сельсовет      | село Старая Потловка     | 9                             | ↘1633     | 221,59       |
| 8        | Телегинский сельсовет     | село Телегино            | 13                            | ↘1842     | 276,37       |
| 9        | Трескинский сельсовет     | село Трескино            | 9                             | ↘2290     | 309,74       |

### Населённые пункты
В Колышлейском районе 60 населённых пунктов.
| №  | Населённый пункт      | Тип                     | Население | Муниципальное образование |
| -- | --------------------- | ----------------------- | --------- | ------------------------- |
| 1  | Алексеевка 1-я        | деревня                 | 5         | Пограничный сельсовет     |
| 2  | Алферьевка            | деревня                 | 99        | Березовский сельсовет     |
| 3  | Апраксино             | деревня                 | ↘263      | Плещеевский сельсовет     |
| 4  | Бекетовка             | село                    | ↘19       | Телегинский сельсовет     |
| 5  | Белокаменка           | село                    | ↘82       | Телегинский сельсовет     |
| 6  | Березовка             | село                    | ↘1402     | Березовский сельсовет     |
| 7  | Большая Александровка | деревня                 | 4         | Телегинский сельсовет     |
| 8  | Голицино              | деревня                 | →0        | Плещеевский сельсовет     |
| 9  | Горелый               | посёлок                 | 58        | Березовский сельсовет     |
| 10 | Давыдовка             | деревня                 | ↘46       | Плещеевский сельсовет     |
| 11 | Дертево               | село                    | ↘0        | Березовский сельсовет     |
| 12 | Жмакино               | деревня                 | ↘17       | Плещеевский сельсовет     |
| 13 | Жукова Поляна         | деревня                 | 10        | Телегинский сельсовет     |
| 14 | Зеленовка             | село                    | ↗533      | Березовский сельсовет     |
| 15 | Кайсаровка            | деревня                 | ↗228      | Трескинский сельсовет     |
| 16 | Карауловка            | деревня                 | ↘312      | Трескинский сельсовет     |
| 17 | Катковка              | село                    | ↘556      | Трескинский сельсовет     |
| 18 | Колтовское            | село                    | ↘1125     | Потловский сельсовет      |
| 19 | Колышлей              | рабочий посёлок         | ↗7978     | рабочий посёлок Колышлей  |
| 20 | Красная Горка         | село                    | ↘1614     | Лачиновский сельсовет     |
| 21 | Крутец                | село                    | ↘748      | Телегинский сельсовет     |
| 22 | Лачиновка             | деревня                 | ↘83       | Лачиновский сельсовет     |
| 23 | Ленино                | деревня                 | 28        | Телегинский сельсовет     |
| 24 | Лесной                | посёлок                 | 70        | Березовский сельсовет     |
| 25 | Липяги                | село                    | ↘69       | Потловский сельсовет      |
| 26 | Луговое               | деревня                 | 20        | Трескинский сельсовет     |
| 27 | Любовка               | деревня                 | ↗6        | Потловский сельсовет      |
| 28 | Малая Александровка   | село                    | ↘28       | Телегинский сельсовет     |
| 29 | Манцеровка            | деревня                 | 130       | Телегинский сельсовет     |
| 30 | Надеждино             | деревня                 | 26        | Трескинский сельсовет     |
| 31 | Названовка            | деревня                 | ↘800      | Названовский сельсовет    |
| 32 | Немчиновка            | деревня                 | ↗287      | Трескинский сельсовет     |
| 33 | Никольск              | село                    | ↘23       | Плещеевский сельсовет     |
| 34 | Новая Названовка      | деревня                 | 62        | Названовский сельсовет    |
| 35 | Новая Потловка        | деревня                 | 13        | Потловский сельсовет      |
| 36 | Пановка               | деревня                 | ↘659      | Плещеевский сельсовет     |
| 37 | Плещеевка             | деревня                 | ↘484      | Плещеевский сельсовет     |
| 38 | Пограничное           | село                    | ↗734      | Пограничный сельсовет     |
| 39 | Приволье              | село                    | ↘117      | Телегинский сельсовет     |
| 40 | Раевка                | село                    | ↘28       | Телегинский сельсовет     |
| 41 | Раевка                | деревня                 | 1         | Трескинский сельсовет     |
| 42 | Родниковский          | посёлок                 | ↘1002     | рабочий посёлок Колышлей  |
| 43 | Сабуровка             | деревня                 | 160       | Названовский сельсовет    |
| 44 | Скрипицино            | село                    | ↘106      | Потловский сельсовет      |
| 45 | Скрябино              | железнодорожная станция | ↘22       | Березовский сельсовет     |
| 46 | Соколинка             | деревня                 | 13        | Березовский сельсовет     |
| 47 | Старая Потловка       | село                    | ↗666      | Потловский сельсовет      |
| 48 | Сумы                  | село                    | ↘480      | Трескинский сельсовет     |
| 49 | Сущевка               | село                    | ↘630      | Названовский сельсовет    |
| 50 | Телегино              | село                    | ↘784      | Телегинский сельсовет     |
| 51 | Толузаково            | деревня                 | 3         | Телегинский сельсовет     |
| 52 | Трескино              | село                    | ↘916      | Трескинский сельсовет     |
| 53 | Халтурино             | село                    | ↘436      | Телегинский сельсовет     |
| 54 | Хопёр                 | село                    | ↘675      | Березовский сельсовет     |
| 55 | Хутор-3               | деревня                 | 137       | Пограничный сельсовет     |
| 56 | Чеботаевка            | деревня                 | ↗115      | Потловский сельсовет      |
| 57 | Черкасск              | село                    | ↘235      | Потловский сельсовет      |
| 58 | Черкассы              | деревня                 | 2         | Потловский сельсовет      |
| 59 | Чубаровка             | село                    | ↘381      | Лачиновский сельсовет     |
| 60 | Ягодный               | посёлок                 | 49        | рабочий посёлок Колышлей  |

Упразднённые населённые пункты:
- 1998 год — деревня Михайловка Сумского сельсовета[25]
- 2015 год — деревня Петровка Березовского сельсовета[26].

## Известные уроженцы
- Измайлов, Николай Фёдорович (1891—1971) — советский военно-морской деятель. Родился в деревне Надеждино.
- Глазунов, Василий Афанасьевич (1896—1967) — советский военачальник, первый командующий Воздушно-десантными войсками, участник Первой мировой, Гражданской и Великой Отечественной войн, дважды Герой Советского Союза, генерал-лейтенант. Родился в деревне Варваровка. Музей Глазунова Василия Афанасьевича находится в с. Чубаровка близ д. Варваровки — родины Героя Советского Союза.
- Савин, Илья Михайлович (1897—1959) — советский военачальник, генерал-майор. Родился в деревне Плещеевка.
- Маслов, Сергей Иванович (31.05.1931 — 12.07.2011) — Полный кавалер ордена Трудовой Славы родился в селе Андреевка.[27]